# Refugio Estrada
Refugio Estrada (* 4. Juli 1950; † 18. März 2024), auch bekannt unter seinem Spitznamen Cuco, war ein mexikanischer Fußballspieler, der vorwiegend im Mittelfeld eingesetzt wurde.

## Leben
Estrada stand zwischen 1968 und 1971 beim Club Deportivo Guadalajara unter Vertrag und kam zu 7 Punktspieleinsätzen in der Saison 1968/69, zu 20 Einsätzen im Sonderturnier México 70 und zu 30 Einsätzen in der Saison 1970/71. Ohne Einsätze blieb er gemäß der vorgenannten Quelle und auch gemäß der auf den Seiten 122f des Buches zum 100-jährigen Vereinsjubiläum Corazón Chiva: Cien años (Planeta, Guadalajara 2006) publizierten Liste der Meistermannschaften gehörte er nicht zum Kader der Meistermannschaft in der Meistersaison 1969/70, wenngleich ihm einige Quellen die im Jahr 1970 gewonnenen Titel (Meisterschaft, Pokalwettbewerb und Supercup) zuschreiben. Diese Quellen geben auch seine Zugehörigkeit zum Club Deportivo Guadalajara in der Saison 1971/72 an, wohingegen er einer anderen Quelle zufolge in jener Saison für den Club de Futbol Torreón im Einsatz war.
Nach seiner aktiven Laufbahn arbeitete Estrada unter anderem im Bereich der Sportförderung für die Stadtverwaltung von Guadalajara.